# Koumansetta hectori
Koumansetta hectori är en fiskart som först beskrevs av Smith, 1957.  Koumansetta hectori ingår i släktet Koumansetta och familjen smörbultsfiskar. Inga underarter finns listade i Catalogue of Life.